# Robert
Robert je moško osebno ime.

## Izvor imena
Ime Robert izhaja iz nemščine. Razlagajo ga iz imena Rodebert, ki pa je skrajšana oblika iz starejšega imena Hrauodperath. To ime pa je zloženo iz starovisokonemških besed  hrōd v pomenu »slava« in beraht »bleščeč« 

## Različice imena
- moške različice imena: Rob, Roberto, Robertino, Robi, Robin, skrajšano Bob
- ženske različice imena: Roberta

## Tujejezikovne različice imena
- pri Čehih: Robert
- pri Francozih: Robert
- pri Italijanih: Roberto
- pri Špancih in Portugalcih: Roberto
- pri Nizozemcih: Robrecht
- pri Rusih: Роберт (Robert)
- pri Madžarih, Slovakih in Islandcih: Róbert

## Pogostost imena
Po podatkih Statističnega urada Republike Slovenije je bilo na dan 31. decembra 2007 v Sloveniji število moških oseb z imenom Robert: 10.550. Med vsemi moškimi imeni pa je ime Robert po pogostosti uporabe uvrščeno na 18. mesto.

## Osebni praznik
V našem koledarju z izborom svetniških imen, udomačenih med Slovenci in njihovimi godovnimi dnevi po novem bogoslužnem koledarju je ime Robert zapisano 4 krat. Pregled godovnih dni v katerih poleg Roberta godujejo še Berto in osebe katerih imena nastopajo kot različice navedenih imen.
- 26. januar, Robert, opat († 26. jan. 1111)
- 17. april, Robert, opat († 17. apr. 1067)
- 7. junij, Robert Newminstrski, opat († 7. jun. 1159)
- 17. september, Robert Bellarmin,  cerkveni učitelj in kardinal († 17. sep. 1621)

## Znani nosilci
- Robert Anžič, jamar, vodja jamskih potapljačev Evropske zveze za jamsko reševanje
- Robert Badinter, francoski pravnik, predsednik arbitražnega sodišča o nekdanji Jugoslaviji
- Robert Bahčič, frančiškan, gvardijan, teolog
- Robert Barbo-Waxenstein, nemški pisatelj, pesnik, filozof
- Roberto Battelli, italijanski slovenski politik
- Robert Beguš, rokometaš
- Robert Blinc, fizik in akademik
- Robert Blumauer, kirurg
- Robert Bombek, športni jahač
- Robert Botteri, novinar
- Robert Braune, nemški pesnik (Kočevar)
- Robert Breščak, stomatolog
- Robert Brus, gozdar, dendrolog
- Robert Brunet, francoski dirkač
- Robert Burgarell, skladatelj
- Robert Carotta, zdravnik
- Robert Celestina, novinar
- Robert Ciglenečki, hokejist
- Robert Cirman, zdravnik ortoped
- Roberto Cosolini, tržaški župan
- Robert Cotič, igralec
- Robert Cugelj, direktor Inštituta RS za rehabilitacijo "Soča"
- Robert Cvelbar, strojnik
- Robert Cvetek, psiholog, terapevt
- Robert Časar, gospodarstvenik, zapornik
- Rober Čeferin - Čefe, jamar
- Robert Čeh, zdravnik, politik
- Robert Čepon, latinist
- Robert Černe, mladinski politik, ekonomist
- Robert Černelč, slikar, cineast itd.
- Robert Červ, umetnostni zgodovinar, konservator
- Robert Črepinko, kriminalist pri Europolu
- Roberto Dapit, jezikoslovec in etnolog furlanskega rodu
- Robert Devetak, zgodovinar
- Robert Dominko, kemik, inovator
- Robert Ekart, zdravnik
- Robert Englaro, nogometaš
- Robert Eržen, romanist
- Robert Faganel, slikar
- Robert Feguš, pevec, zborovodja
- Robert Ferenčak, športni strelec
- Robert "Bobby" Fischer, ameriški šahist
- Robert Freyer
- Robert Friškovec, zaporniški duhovnik
- Robert Glavaš, generalmajor SV
- Robert Golob, elektroenergetik in politik
- Robert Grošelj, italijanist
- Robert Grubišič, plavalni trener
- Robert Hlavaty, stomatolog, slikar, karikaturist,scenograf
- Robert Hrgota, smučarski skakalec
- Robert Jaulin, francoski etnolog in antropolog
- Robert Jenko, kolesar
- Robert Kamplet, skladatelj, multiinstrumentalist
- Robert Kaštrun, smučarski skakalec in nordijski kombinatorec
- Robert Kerštajn, smučarski tekač
- Robert Koch, nemški zdravnik in mikrobiolog
- Robert Koren, nogometaš
- Robert Kranjec, smučarski skakalec
- Robert Krašovec, veslač
- Robert Kristan, hokejist
- Robert Kroflič, pedagog
- Robert Kuhelj, biokemik
- Robert Kukovec, kirurg, organizator partizanskega zdravstva
- Robert Kukovica, športni komentator
- Robert Kuralt, teolog, cistercijan
- Robert Kuret, pesnik, literat
- Robert Kurka, ameriški skladatelj
- Roberto Kusterle, fotograf iz Gorice
- Robert Leskovar
- Robert Lešnik, oblikovalec avtomobilov
- Robert Lozar, slikar
- Robert Markoja, športni strelec
- Robert Masten, psihoterapevt
- Robert Meglič, smučarski skakalec
- Roberto Nanut, arhitekt, kipar, profesor
- Robert Neubauer, zdravnik ftiziolog, akademik
- Robert Novak, arhitekt, oblikovalec, foto... ?
- Robert Oblak, nogometaš
- Robert Oravecz, psihoterapevt
- Robert Ošep, slikar
- Robert Paulin, metalurg
- Robert Peskar, umetnostni zgodovinar
- Robert Pešut - Magnifico, popularni glasbenik
- Robert Petaros, slovenist, jezikoslovec, esejist
- Robert Petkovšek, teolog, filozof
- Robert Pevnik, nogometaš
- Robert Pikl, glasbenik, pevec
- Robert Pintarič, kolesar
- Robert Potokar, arhitekt
- Robert Prebil, igralec
- Robert Preskar, veslač
- Robert Primožič, operni pevec in režiser
- Robert Pucel, tehnični izumitelj (elektronska mikrovezja) v ZDA
- Robert Renner, atlet (skok ob palici)
- Robert Repnik, fizik
- Robert Robertson, škotski kemik
- Robert Robič, metalurg
- Robert Robinson, angleški kemik
- Robert Roškar, šahist
- Robert Sabolič, hokejist
- Robert William Seaton-Watson, angleški zgodovinar
- Robert Seppings, angleški pomorski arhitekt (pristanišč)
- Robert Simonič, filozof
- Robert Simonišek, umetnostni zgodovinar, literat
- Robertina Šebjanič, videastka, novomedijska umetnica
- Robert Šumi, kriminalist
- Robert Tepež, arhitekt, urbanist
- Robert Titan Felix, pisatelj, pesnik, publicist, esejist, kritik, urednik
- Robert Turk, biolog, naravovarstvenik
- Robert Vodopivec, ekonomist
- Robert Vrčon, operni pevec baritonist in etnomuzikolog
- Robert Vrečer, kolesar
- Robert Vrtovšek - Maček
- Robert Waltl, lutkar, gralec, gledališčnik, judovski aktivist
- Robert Zorec, biolog, medicinski patofiziolog, akademik
- Robert Žan, alpski smučar
- Robert Žbogar, plavalec
- Robert Žerjal, tehniški fizik, inovator

## Zanimivost
Robert je ime več svetnikov. Dne 26. januara je v koledarju Robert, ki je skupaj Alberikom in Štefanom ustanovitelj cisterijanskega reda.